# President Enterprise Corporation Tower
La President Enterprise Corporation Tower  (統一國際大樓) est un gratte-ciel de 154 mètres de hauteur construit en 2004 à Taipei dans l'ile de Taïwan.
L'immeuble a été conçu par l'agence d'architecture du japonais Kenzo Tange.